# Chitrella major
Espèce
Chitrella major est une espèce de pseudoscorpions de la famille des Syarinidae.

## Distribution
Cette espèce est endémique du Texas aux États-Unis. Elle se rencontre dans le comté de Val Verde dans la grotte Fern Cave.

## Description
La femelle holotype mesure 3,84 mm.

## Publication originale
- Muchmore, 1992 : Cavernicolous pseudoscorpions from Texas and New Mexico (Arachnida: Pseudoscorpionida). Texas Memorial Museum, Speleological Monographs, vol. 3, p. 127-153.